# Прапор Кемеровської області
Прапор Кемеровської області є символом Кемеровської області. Прийнято 7 червня 2002 року.

## Опис
Прапор Кемеровської області являє собою прямокутне полотнище червоного кольору із синьої смугою уздовж ратища у всю ширину прапора, що становить одну третину довжини. У верхній частині синьої смуги посередине міститься герб Кемеровської області. Відношення ширини прапора до його довжини — 1:2.